# Blye
Blye är en kommun i departementet Jura i regionen Bourgogne-Franche-Comté i östra Frankrike. Kommunen ligger i kantonen Conliège som tillhör arrondissementet Lons-le-Saunier. År 2022 hade Blye 154 invånare.

## Befolkningsutveckling
Antalet invånare i kommunen Blye
Referens:INSEE